# Andrzej Jagiełło (sędzia)
Andrzej Jagiełło (ur. 28 września 1954 w Starym Korczynie) – polski prawnik, sędzia Naczelnego Sądu Administracyjnego, w latach 2002–2004 przewodniczący Krajowej Rady Sądownictwa.

## Życiorys
Uczęszczał do I Liceum Ogólnokształcącego w Busku-Zdroju, w 1973 zdał egzamin dojrzałości.
W 1979 ukończył studia prawnicze na Uniwersytecie Jagiellońskim. Kształcił się podyplomowo na studium wymiaru sprawiedliwości (UJ, 1985) oraz na studium prawa europejskiego (Instytut Nauk Prawnych PAN, 2007). Odbył aplikację sądową, w 1981 złożył egzamin sędziowski. Rozpoczął asesurę w Sądzie Wojewódzkim w Kielcach, następnie orzekał w Sądzie Rejonowym w Pińczowie (w latach 1984–1987 był jego prezesem). W 1987 został sędzią Sądu Wojewódzkiego w Kielcach, od 1994 do 2002 pozostawał jego prezesem. Od stycznia do grudnia 2003 delegowany do Naczelnego Sądu Administracyjnego, zaś od 2004 do 2005 orzekał w Wojewódzkim Sądzie Administracyjnym w Warszawie. Przez dwie kadencje był wizytatorem ds. penitencjarnych Sądu Okręgowego w Kielcach.
W kadencjach 2000–2004 i 2012–2016 zasiadał w Krajowej Radzie Sądownictwa, w okresie od 4 kwietnia 2002 do 14 lutego 2004 zajmował stanowisko jej przewodniczącego. Od czerwca 2005 do kwietnia 2015 pozostawał prezesem Wojewódzkiego Sądu Administracyjnego w Kielcach. W 2015 powołano go do orzekania w Izbie Finansowej Naczelnego Sądu Administracyjnego, gdzie od 2010 był delegowany. W stan spoczynku przeszedł 25 maja 2020 r.
Odznaczony Medalem „Zasłużony dla Wymiaru Sprawiedliwości – Bene Merentibus Iustitiae” (2016) oraz Srebrnym Medalem Ministra Sprawiedliwości (2010).